# Eragrostis multicaulis
Eragrostis multicaulis é uma espécie de planta com flor pertencente à família Poaceae. 
A autoridade científica da espécie é Steud., tendo sido publicada em Synopsis Plantarum Glumacearum 1: 426. 1854.

## Portugal
Trata-se de uma espécie presente no território português, nomeadamente no Arquipélago dos Açores.
Em termos de naturalidade é introduzida na região atrás indicada.

## Protecção
Não se encontra protegida por legislação portuguesa ou da Comunidade Europeia.